# Magyar Elektrotechnikai Egyesület
A Magyar Elektrotechnikai Egyesület (MEE) története szorosan kapcsolódik a magyar elektrotechnika, villamosipar kialakulásához és annak fejlődéséhez. Az egyesület megalapítása a Magyarországi Iparosok 1896. évi kongresszusán merült fel először Tihanyi Nándor javaslatára. Korábban a magyar szakemberek az 1879-ben Ernst Werner von Siemens német feltaláló és gyáralapító vezetésével Berlinben alakult Elektrotechnischer Verein munkájában vettek részt. Jogelődjének tekinthető az Országos Iparegyesület keretében Zipernowsky Károly professzor elnökletével létrejött villamossági szakosztály. Az egyesületi munka irányításában többek között olyan kiválóságok vettek részt, mint Bláthy Ottó Titusz, Déri Miksa, Kandó Kálmán, Liska József, Pattantyús-Ábrahám Géza, Zipernowsky Károly, Verebély László, Straub Sándor. 1900. május 13-án Hegedűs Lajos gyűlésre hívta a szerelő cégeket a Magyar Király Szállóba, ahol megalapították a Magyarországi Elektrotechnikusok Egyesületét. 1901-ben tartották első közgyűlésüket és Straub Sándort választották elnöknek, akinek a javaslatára módosították nevüket Magyar Elektrotechnikai Egyesületre. A megalakulást követően rövid időn belül Magyarország legnagyobb elektrotechnikával foglalkozó, országos szintű szakmai szervezetévé fejlődött.
A Magyar Elektrotechnikai Egyesület célkitűzéseinek egyik legfontosabb eleme, hogy a társadalom minden rétege számára egyszerű, áttekinthető, de szakmailag komplex módon tegye érthetővé a villamosipar működését, hagyományait, értékeit, illetve azt, hogy annak helyes működése milyen módon segíti a társadalom és a gazdaság jó működését. Elkötelezett abban, hogy segítse a társadalom különböző csoportjait a villamossággal összefüggő veszélyek, veszélyhelyzetek elkerülésében és a biztonságos villamosenergia-felhasználás megértésében és alkalmazásában.
1960-ban alapították meg a Déri Miksa-díjat, melyet az egyesület munkájában aktívan közreműködő, s eredményeit az egyesület lapjaiban publikáló kimagasló szakembereknek évente ítélnek oda.
| Megnevezés                  | Alapítási év | Évente kiadható díjak száma |
| 1. Zipernowsky-díj          | 1912         | 1                           |
| 2. Bláthy-díj               | 1958         | 2                           |
| 3. Déri Miksa-díj           | 1960         | 1                           |
| 4. Elektrotechnikai Nagydíj | 1969         | 1                           |
| 5. Kandó Kálmán-díj         | 1979         | 4                           |
| 6. Liska-díj                | 1983         | 1                           |
| 7. Verebélÿ díj             | 1983         | 1                           |
| 8. Straub Sándor-díj        | 1985         | 1                           |
| 9. Urbanek János-díj        | 1985         | 1                           |
| 10. Csáki Frigyes-díj       | 1987         | 1                           |
| 11. MEE Életpálya-elismerés | 1994         | 3                           |
| 12. Nívódíj                 |              | 3                           |

## Kapcsolódó szócikk
- Király Árpád